# Scattered Spider
Scattered Spider, známá také pod označením UNC3944, je skupina hackerů. Stala se známou díky své účasti na hackingu a vydírání firem Caesars Entertainment a MGM Resorts International, což jsou dvě z největších kasinových a hazardních společností ve Spojených státech. Dalšími oběťmi útoků byly společnosti jako Visa, Marks & Spencer, PNC Financial Services Group Inc., Transamerica, New York Life Insurance Co., Synchrony Financial, Truist Bank a Twilio.V poslední době byli členové Scattered Spider spojováni také s útoky na zákazníky cloudového úložiště Snowflake ve Spojených státech. V červenci 2025 na skupinu upozornila FBI, protože se měla chystat k útokům na letecké společnosti.

## Historie
Skupina se začala formovat pravděpodobně v květnu 2022, kdy se zaměřovala především na telekomunikační firmy. K útokům využívala kombinaci technik jako SIM swapping, MFA fatigue (útoky na vícefaktorové ověřování) a phishing prostřednictvím SMS a komunikační aplikace Telegram.Z technického hlediska Scattered Spider často zneužívala známou zranitelnost CVE-2015-2291 – chybu v systému Windows umožňující obejít ochrany proti DoS útokům, což útočníkům umožnilo vypnout bezpečnostní software a skrýt svou aktivitu. Skupina disponovala pokročilou znalostí prostředí Microsoft Azure, Google Workspace i Amazon Web Services (AWS) a používala legitimní nástroje pro vzdálený přístup.

### Útoky na kasinové společnosti (2023)
V roce 2023 skupina zaznamenala výrazný mediální i bezpečnostní dopad díky koordinovaným útokům na dvě z největších kasinových společností v USA – Caesars Entertainment a MGM Resorts International. K oběma útokům využila sociální inženýrství: útočníci kontaktovali helpdesk společností a vydávali se za jejich zaměstnance na základě veřejně dostupných informací z LinkedInu. Získali přihlašovací údaje a jednorázové kódy MFA, čímž získali přístup do vnitřních systémů.

### Caesars Entertainment
Scattered Spider kompromitovala data zákazníků společnosti, včetně čísla řidičských průkazů a pravděpodobně i čísel sociálního zabezpečení. Společnost potvrdila zaplacení výkupného ve výši 15 milionů dolarů, což byla polovina původně požadované částky. Přestože Caesars nemůže zaručit, že útočníci data odstranili, přislíbila podniknout všechny kroky k ochraně klientů.
Některé zdroje však zpochybňují, zda za útokem skutečně stála Scattered Spider – část analytiků se domnívá, že šlo o jinou skupinu nebo že útočníci nebyli jednoznačně identifikováni.

### MGM Resorts International
V případě MGM skupina spolupracovala s ransomwarovým syndikátem ALPHV, známým také jako BlackCat, který poskytuje ransomware jako službu. Přístup získali 11. září 2023. Incident firma nahlásila americké Komisi pro cenné papíry (SEC) následující den.
Útok ochromil velkou část provozu resortů MGM: nefungovala platba kreditů na jídlo a pití, ovládání pokojových zámků na dálku, bankomaty ani parkovací systémy. Výpadky trvaly několik dní. Generální ředitel MGM William Hornbuckle později uvedl, že společnost byla „zcela ve tmě“ ohledně provozu svých nemovitostí.

## Zatčení
Od roku 2024 došlo k několika zatčením spojeným s členy Scattered Spider:
Leden 2024 – Zadržen Noah Michael Urban, známý pod přezdívkami Sosa, King Bob, Elijah a dalšími. Využíval SIM swapping k odcizení přístupu k e-mailům a kryptopeněženkám, škoda dosáhla 800 000 dolarů.
Červen 2024 – Ve Španělsku zadržen údajný vůdce skupiny Tyler Buchanan (TylerB), při pokusu o odlet do Itálie. Při zatčení měl u sebe Bitcoiny v hodnotě 27 milionů dolarů.
Červenec 2024 – West Midlands Police s pomocí FBI zatkla 17letého mladistvého z Walsallu v souvislosti s útokem na MGM. Byl propuštěn na kauci, jeho zařízení jsou předmětem analýzy.
Listopad 2024 – Remington Ogletree, ve věku 19 let, byl zatčen pro podezření z účasti na činnosti skupiny.